# Chaetolopha flavicorpus
Chaetolopha flavicorpus là một loài bướm đêm trong họ Geometridae.